# 2023-as magyar úszóbajnokság
A 2023-as magyar úszóbajnokságot, amely a 125. magyar bajnokság, teljes nevén CXXV. Úszó Országos Bajnokság Széchy Tamás emlékére, 2023. április 19 és 22. között tartották meg Kaposváron. A verseny helyszíne a Csík Ferenc Versenyuszoda volt. A selejtezőket délelőtt 9 órától, a döntőket 17 órától rendezték.

## Eredmények

### Férfiak
| Versenyszám                               | Arany                                                                  | Arany    | Ezüst                                                                     | Ezüst    | Bronz                                                                    | Bronz    |
| ----------------------------------------- | ---------------------------------------------------------------------- | -------- | ------------------------------------------------------------------------- | -------- | ------------------------------------------------------------------------ | -------- |
| 50 m gyorsúszás Döntő: április 20.        | Szabó Szebasztián Győri US                                             | 21,82    | Milák Kristóf Bp. Honvéd                                                  | 22,06    | Németh Nándor BVSC-Zugló                                                 | 22,29    |
| 100 m gyorsúszás Döntő: április 19.       | Milák Kristóf Bp. Honvéd                                               | 48,40    | Németh Nándor BVSC-Zugló                                                  | 48,75    | Mészáros Dániel BVSC-Zugló                                               | 49,18    |
| 200 m gyorsúszás Döntő: április 21.       | Milák Kristóf Bp. Honvéd                                               | 1:46,68  | Németh Nándor BVSC-Zugló                                                  | 1:47,13  | Holló Balázs BVSC-Zugló                                                  | 1:47,76  |
| 400 m gyorsúszás Döntő: április 20.       | Rasovszky Kristóf Balaton UK                                           | 3:47,33  | Holló Balázs BVSC-Zugló                                                   | 3:48,15  | Betlehem Dávid Balaton UK                                                | 3:48,33  |
| 800 m gyorsúszás Döntő: április 22.       | Betlehem Dávid Balaton UK                                              | 7:49,59  | Rasovszky Kristóf Balaton UK                                              | 7:53,67  | Gálicz László Ferencvárosi TC                                            | 8:01,42  |
| 1500 m gyorsúszás Döntő: április 19.      | Rasovszky Kristóf Balaton UK                                           | 14:55,46 | Betlehem Dávid Balaton UK                                                 | 14:59,65 | Kovács-Seres Hunor Dunaújvárosi KSE                                      | 15:20,50 |
| 50 m hátúszás Döntő: április 19.          | Kovács Benedek BVSC-Zugló                                              | 25,20    | Bohus Richárd BVSC-Zugló                                                  | 25,42    | Székely Áron BVSC-Zugló                                                  | 25,52    |
| 100 m hátúszás Döntő: április 20.         | Kovács Benedek BVSC-Zugló                                              | 53,67    | Jászó Ádám Pécsi SN                                                       | 54,18    | Bohus Richárd BVSC-Zugló                                                 | 54,42    |
| 200 m hátúszás Döntő: április 22.         | Kovács Benedek BVSC-Zugló                                              | 1:56,11  | Telegdy Ádám Kőbánya SC                                                   | 1:57,35  | Kováts Alex Kaposvári SI                                                 | 1:58,24  |
| 50 m mellúszás Döntő: április 22.         | Gál Olivér HÓD USE                                                     | 28,32    | Horváth Álmos Levente Szekszárdi SK                                       | 28,99    | Egri Martin Marcos BVSC-Zugló                                            | 29,02    |
| 100 m mellúszás Döntő: április 19.        | Takács Tamás BVSC-Zugló                                                | 1:02,92  | Egri Martin Marcos BVSC-Zugló                                             | 1:03,55  | Verrasztó Dávid Ferencvárosi TC                                          | 1:03,72  |
| 200 m mellúszás Döntő: április 21.        | Török Dominik Márk BVSC-Zugló                                          | 2:16,31  | Bujdosó Zsombor Vasas SC                                                  | 2:16,80  | Verrasztó Dávid Ferencvárosi TC                                          | 2:16,93  |
| 50 m pillangóúszás Döntő: április 21.     | Szabó Szebasztián Győri US                                             | 22,93    | Milák Kristóf Bp. Honvéd                                                  | 23,27    | Nell Olivér Stamina                                                      | 24,25    |
| 100 m pillangóúszás Döntő: április 22.    | Milák Kristóf Bp. Honvéd                                               | 50,80    | Márton Richárd Bp. Honvéd                                                 | 51,70    | Németh Nándor BVSC-Zugló                                                 | 52,86    |
| 200 m pillangóúszás Döntő: április 20.    | Milák Kristóf Bp. Honvéd                                               | 1:52,88  | Márton Richárd Bp. Honvéd                                                 | 1:55,62  | Török Dominik Márk BVSC-Zugló                                            | 1:59,63  |
| 200 m vegyes úszás Döntő: április 19.     | Zombori Gábor Újpesti TE                                               | 1:58,94  | Telegdy Ádám Kőbánya SC                                                   | 1:59,20  | Holló Balázs BVSC-Zugló                                                  | 1:59,40  |
| 400 m vegyes úszás Döntő: április 21.     | Zombori Gábor Újpesti TE                                               | 4:14,14  | Holló Balázs BVSC-Zugló                                                   | 4:21,97  | Versitz Ákos Ferencvárosi TC                                             | 4:24,33  |
| 4 × 100 m gyorsváltó Döntő: április 21.   | BVSC-Zugló Bohus Richárd Mészáros Dániel Magda Boldizsár Németh Nándor | 3:18,91  | Győri US Szabó Szebasztián Andor Benedek Giczi Mátyás Krstulovic Vladimir | 3:21,13  | Kaposvári SI Kakuk Koppány Kováts Alex Harsányi Mátyás Kardos Dániel     | 3:26,53  |
| 4 × 200 m gyorsváltó Döntő: április 22.   | BVSC-Zugló Mészáros Dániel Holló Balázs Bóna Benedek Németh Nándor     | 7:21,85  | Balaton UK Rasovszky Kristóf Pintér Ádám Hajagos Ákos Betlehem Dávid      | 7:27,00  | Kaposvári SI Harsányi Mátyás Kakuk Koppány Kováts Alex Kardos Dániel     | 7:28,85  |
| 4 × 100 m vegyes váltó Döntő: április 20. | BVSC-Zugló Kovács Benedek Takáts Tamás Németh Nándor Mészáros Dániel   | 3:38,83  | Kőbánya SC Telegdy Ádám Sámóczi Milán Mizsei Márk Tompos Zoltán           | 3:44,94  | Győri US Vonyik András Herman Szabó Péter Giczi Mátyás Szabó Szebasztián | 3:48,48  |

### Nők
| Versenyszám                               | Arany                                                                          | Arany    | Ezüst                                                                                 | Ezüst    | Bronz                                                               | Bronz    |
| ----------------------------------------- | ------------------------------------------------------------------------------ | -------- | ------------------------------------------------------------------------------------- | -------- | ------------------------------------------------------------------- | -------- |
| 50 m gyorsúszás Döntő: április 20.        | Senánszky Petra Debreceni Sportcentrum                                         | 24,97    | Verrasztó Evelyn A Jövő SC                                                            | 26,03    | Ábrahám Lilla Minna Újpesti TE                                      | 26,20    |
| 100 m gyorsúszás Döntő: április 19.       | Senánszky Petra Debreceni Sportcentrum                                         | 54,43    | Pádár Nikolett Szegedi UE                                                             | 55,01    | Ugrai Panna HÓD USE                                                 | 55,39    |
| 200 m gyorsúszás Döntő: április 21.       | Pádár Nikolett Szegedi UE                                                      | 1:57,81  | Késely Ajna BVSC-Zugló                                                                | 1:58,21  | Fábián Bettina Ferencvárosi TC                                      | 1:59,78  |
| 400 m gyorsúszás Döntő: április 20.       | Késely Ajna BVSC-Zugló                                                         | 4:06,35  | Fábián Bettina Ferencvárosi TC                                                        | 4:08,86  | Pádár Nikolett Szegedi UE                                           | 4:11,23  |
| 800 m gyorsúszás Döntő: április 22.       | Késely Ajna BVSC-Zugló                                                         | 8:29,71  | Fábián Bettina Ferencvárosi TC                                                        | 8:37,33  | Flück Nóra A Jövő SC                                                | 8:39,01  |
| 1500 m gyorsúszás Döntő: április 19.      | Mihályvári-Farkas Viktória Ferencvárosi TC                                     | 16:23,14 | Flück Nóra A Jövő SC                                                                  | 16:26,81 | Fábián Bettina Ferencvárosi TC                                      | 16:32,17 |
| 50 m hátúszás Döntő: április 19.          | Komoróczy Lora Iron Swim SE                                                    | 28:48    | Szabó-Feltóthy Eszter Vasas SCUgrai Panna HÓD USE                                     | 29,10    |                                                                     |          |
| 100 m hátúszás Döntő: április 20.         | Ugrai Panna HÓD USE                                                            | 1:01,20  | Szabó-Feltóthy Eszter Vasas SC                                                        | 1:01,61  | Molnár Dóra Budafóka                                                | 1:01,80  |
| 200 m hátúszás Döntő: április 22.         | Szabó-Feltóthy Eszter Vasas SC                                                 | 2:08,85  | Burián Katalin Ferencvárosi TC                                                        | 2:10,92  | Molnár Dóra Budafóka                                                | 2:11,31  |
| 50 m mellúszás Döntő: április 22.         | Sebestyén Dalma Győri US                                                       | 31,26    | Sztankovics Anna NYSC                                                                 | 31,44    | Kalmár Alíz Szombathelyi SK                                         | 31,55    |
| 100 m mellúszás Döntő: április 19.        | Kalmár Alíz Szombathelyi SK                                                    | 1:08,61  | Halmai Petra Kaposvári SI                                                             | 1:08,83  | Békési Eszter BVSC-Zugló                                            | 1:08,86  |
| 200 m mellúszás Döntő: április 21.        | Békési Eszter BVSC-Zugló                                                       | 2:26,45  | Kalmár Alíz Szombathelyi SK                                                           | 2:30,73  | Péter Virág Pécsi Vörös Meteor                                      | 2:32,02  |
| 50 m pillangóúszás Döntő: április 21.     | Ollé Mónika Stamina                                                            | 27,06    | Komoróczy Lora Iron Swim                                                              | 27,25    | Szokol Szonja Vasas SC                                              | 27,32    |
| 100 m pillangóúszás Döntő: április 22.    | Ugrai Panna HÓD USE                                                            | 59,00    | Sebestyén Dalma Győri US                                                              | 59,29    | Jakabos Zsuzsanna Győri US                                          | 1:00,47  |
| 200 m pillangóúszás Döntő: április 20.    | Telegdy-Kapás Boglárka Újpesti TE                                              | 2:08,86  | Sebestyén Dalma Győri US                                                              | 2:09,70  | Jakabos Zsuzsanna Győri US                                          | 2:10,67  |
| 200 m vegyes úszás Döntő: április 19.     | Sebestyén Dalma Győri US                                                       | 2:11,48  | Ábrahám Lilla Minna Újpesti TE                                                        | 2:13,88  | Elekes Tamara BVSC-Zugló                                            | 2:18,60  |
| 400 m vegyes úszás Döntő: április 21.     | Telegdy-Kapás Boglárka Újpesti TE                                              | 4:40,12  | Jackl Vivien -TVSE                                                                    | 4:42,96  | Jakabos Zsuzsanna Győri US                                          | 4:44,24  |
| 4 × 100 m gyorsváltó Döntő: április 21.   | Győri US Lakó Dorina Safrankó Sára Jakabos Zsuzsanna Sebestyén Dalma           | 3:47,25  | Budafóka Vanek Zsófia Rátkai Zsófia Flórián Natália Molnár Dóra                       | 3:48,91  | Vasas SC Zbisko Evelin Szokol Szonja Szimcsák Mira Gyurinovics Lili | 3:50,71  |
| 4 × 200 m gyorsváltó Döntő: április 22.   | Újpesti TE Telegdy-Kapás Boglárka Veres Laura Nyirádi Réka Ábrahám Lilla Minna | 8:09,55  | Ferencvárosi TC Mihályvári-Farkas Viktória Burián Katalin Orbán Boróka Fábián Bettina | 8:16,66  | BVSC-Zugló Békési Eszter Elekes Tamara Nahalka Regina Késely Ajna   | 8:17,46  |
| 4 × 100 m vegyes váltó Döntő: április 20. | Vasas SC Szabó-Feltóthy Eszter Olajos Dorottya Szokol Szonja Gyurinovics Lili  | 4:09,80  | Győri US Bíró Dominika Sebestyén Dalma Zámbó Virág Lakó Dorina                        | 4:12,62  | BVSC-Zugló Elekes Tamara Békési Eszter Nahalka Regina Késely Ajna   | 4:14,06  |

### Mix
| Versenyszám                               | Arany                                                               | Arany   | Ezüst                                                                 | Ezüst   | Bronz                                                                                | Bronz   |
| ----------------------------------------- | ------------------------------------------------------------------- | ------- | --------------------------------------------------------------------- | ------- | ------------------------------------------------------------------------------------ | ------- |
| 4 × 100 m gyorsváltó Döntő: április 19.   | BVSC-Zugló Mészáros Dániel Németh Nándor Elekes Tamara Késely Ajna  | 3:31,66 | Győri US Andor Benedek Szabó Szebasztián Lakó Dorina Sebestyén Dalma  | 3:34,94 | Ferencvárosi TC Mészáros Dániel Szűcs Ádám Mihályvári-Farkas Viktória Fábián Bettina | 3:38,46 |
| 4 × 100 m vegyes váltó Döntő: április 19. | BVSC-Zugló Kovács Benedek Békési Eszter Magda Boldizsár Kontér Lora | 3:55,01 | Győri US Bíró Dominika Sebestyén Dalma Giczi Mátyás Szabó Szebasztián | 3:58,74 | Ferencvárosi TC Burián Katalin Kutasi Máté Mészáros Dániel Orbán Boróka              | 3:58,99 |